# Horodîșce, Novohrad-Volînskîi
Horodîșce (în ucraineană Городище) este un sat în comuna Pîlîpovîci din raionul Novohrad-Volînskîi, regiunea Jîtomîr, Ucraina.

## Demografie
Componența lingvistică a localității Horodîșce
     Ucraineană (99,54%)
     Alte limbi (0,46%)
Conform recensământului din 2001, majoritatea populației localității Horodîșce era vorbitoare de ucraineană (99,54%), existând în minoritate și vorbitori de alte limbi.